# メーデー歌
メーデー歌（メーデーか）は、日本の労働歌。歌い出しから「聞け万国の労働者」とも呼ばれる。

## 概要
1920年（大正9年）に上野公園で開催されたメーデーで発表された歌で、作詞は大場勇。曲は既存の旋律を流用したもので、「アムール川の流血や」や「歩兵の本領」の替え歌である。これらの曲の原曲は永井建子作曲の軍歌「小楠公」にさかのぼる。
作詞者の大場勇は、当時池貝鉄工所の従業員・労働組合員であり、メーデーで歌うための行進歌として歌詞がつくられた。「アムール川の流血や」「歩兵の本領」で歌われていた旋律は、校歌や応援歌に流用されていたため全国的に有名であり、「インターナショナル」以上に広く知られた。
JASRACには、栗林宇一作曲として登録されている（栗林は「アムール川の流血や」の作曲者とされていた人物である）。旋律を同じくする「アムール川の流血や」と「歩兵の本領」は栗林宇一作曲、永井建子作曲の両方で登録されるという矛盾がある。「アムール川の流血や」と「歩兵の本領」の元歌は永井建子が1899年に出版した軍歌「小楠公」である。
「聞け万国の労働者」は戦後もメーデーの時には耳にすることができた。近年では、チンドン楽団のソウル・フラワー・モノノケ・サミットがアルバム『アジール・チンドン』でカバーしている。
なお、北朝鮮でも、朝鮮人民軍功勲国家合唱団が朝鮮語でカバーしている。